# Chlamydomonas ehrenbergii
Chlamydomonas ehrenbergii là một loài tảo trong họ Chlamydomonadaceae, thuộc chi Chlamydomonas.